# エチレン酢酸ビニル

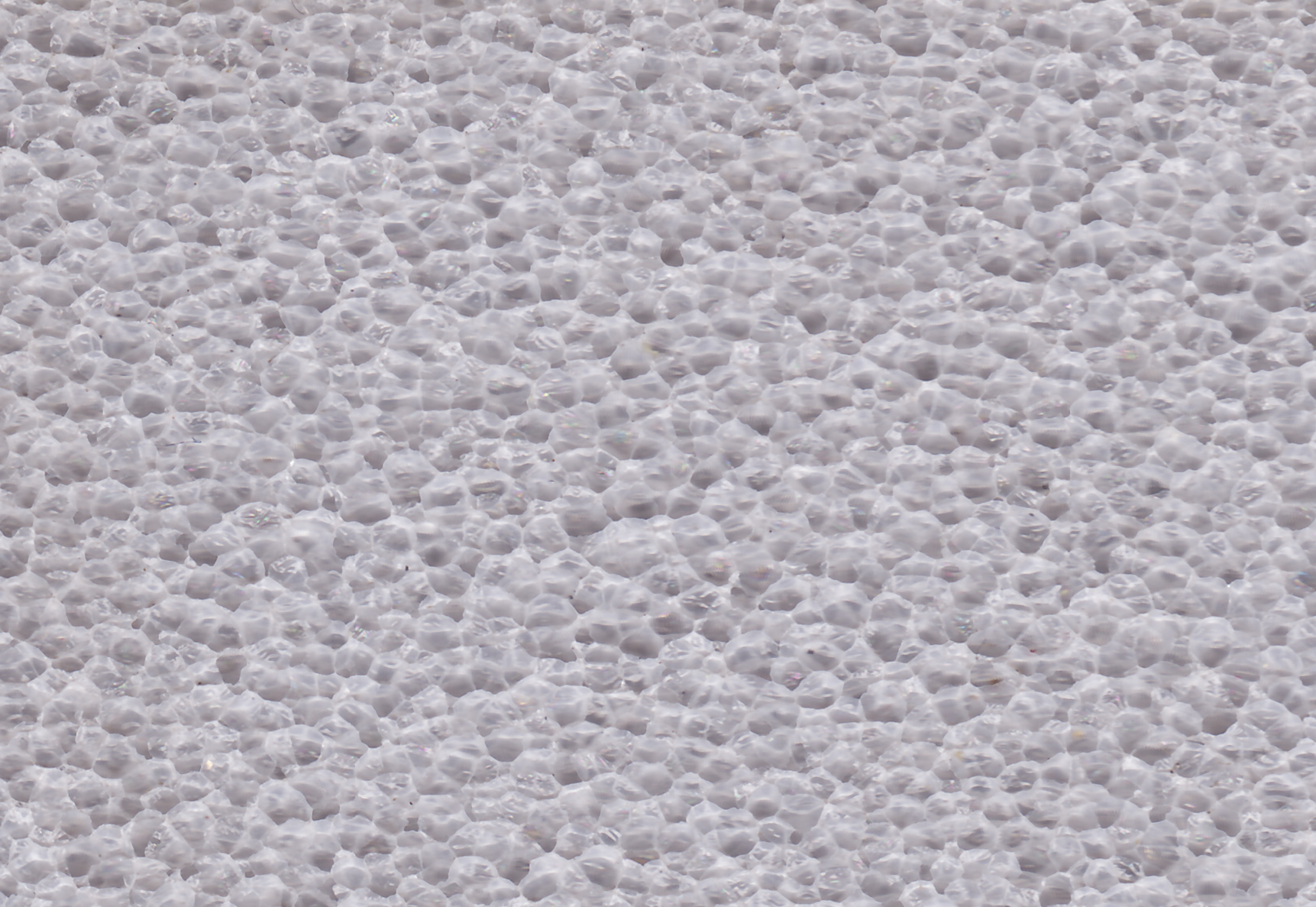
EVAの拡大図

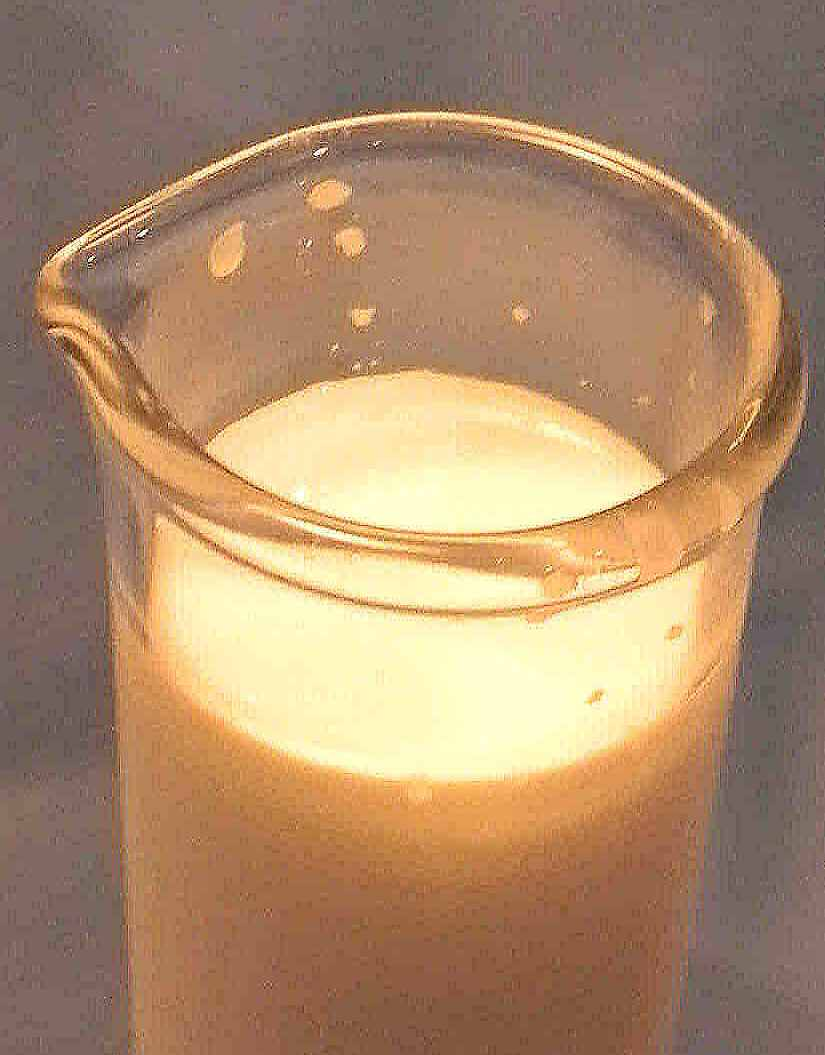
EVAポリマー

エチレン酢酸ビニル(エチレンさくさんビニル、Ethylene-vinyl acetate, EVA)は、エチレンと酢酸ビニル(VA)の共重合体である。酢酸ビニル（VA）の重量パーセントは、通常10-40%で、残りはエチレンである。
広く言うと、VAの含量及び材料の使い方により、3つのタイプのEVAがある。
VAの含量が低い（4%までの）EVAは、酢酸ビニル修飾ポリエチレンと呼ばれ、低密度ポリエチレンと同様に熱可塑性樹脂として形成される。低密度ポリエチレンと同様の性質を持つが、光沢、柔らかさ、柔軟性は増す。毒性はないと考えられる。
VAの含量が中程度（4%から30%までの）EVAは、熱可塑性エチレン酢酸ビニルと呼ばれ、熱可塑性エラストマーである。加硫されないが、VAの含量が高いとゴムや可塑化ポリ塩化ビニルと似た性質を持つ。低温特性が良好であり、丈夫である。約11%のVAを含むものは、ホットメルト接着剤として用いられる。
VAの含量が高い（60%以上の）EVAは、エチレン酢酸ビニルゴムと呼ばれる。
EVAはエラストマー重合体であり、柔らかさや柔軟性において「ゴムのような」材料となる。良い透明さや光沢を持ち、低温で丈夫であり、応力割れ耐性があり、耐水性ホットメルト接着剤となる性質があり、紫外線にも耐性がある。特徴的な酢のような匂いを持ち、多くの電子応用において、ゴムやビニルポリマーの代わりに用いられる。

## 利用
グルースティックのようなホットメルト接着剤や最高級のサッカーシューズ用滑り止めは、蝋や樹脂を添加したEVAから作られる。食品用ラップフィルムをくっつきやすくするために添加される。
EVAはまた、ドラッグデリバリーシステム等の応用として、医用生体工学にも用いられる。ジクロロメタン等の有機溶媒に溶け、溶液に粉薬と転化糖等のフィラーを加え、均一になるまで高速攪拌する。この混合物を型に流し、-80℃で固体になるまでフリーズドライする。これにより、薬品がゆっくり放出されるようになる。EVAは体内で分解されず、非常に不活性で身体とほぼ反応しない。
EVAは、発泡ゴムとして知られる材料の1つである。EVAの発泡体は、スキーブーツ、自転車のサドル、ホッケーのパッド、ボクシングや総合格闘技のグローブやヘルメット、ウェークボードのブーツ、ウォータースキーのブーツ、釣り竿、リールのハンドル等、様々なスポーツ用品に用いられる。スニーカーやランニングシューズ等のショックアブソーバー、クロックスにも良く用いられ、例えばナイキは、"Phylon"として販売している。地曳きや刺し網等の漁業用の浮きの製造にも用いられる。また、結晶シリコン系太陽電池の製造にも用いられる。スリッパやサンダルの素材にすると、天然ゴムを使った場合に比べ、軽くて作りやすく、匂いがなく、光沢があり、安価にできる。また様々な用途でコルクの代用となる。
EVAは、53％の一次分散剤を含む良質の屋内水性塗料のコーティング配合にも使用される。
EVAを加水分解すると、エチレンビニルアルコールの共重合体となる。

エチレン酢酸ビニルを材料とする製品
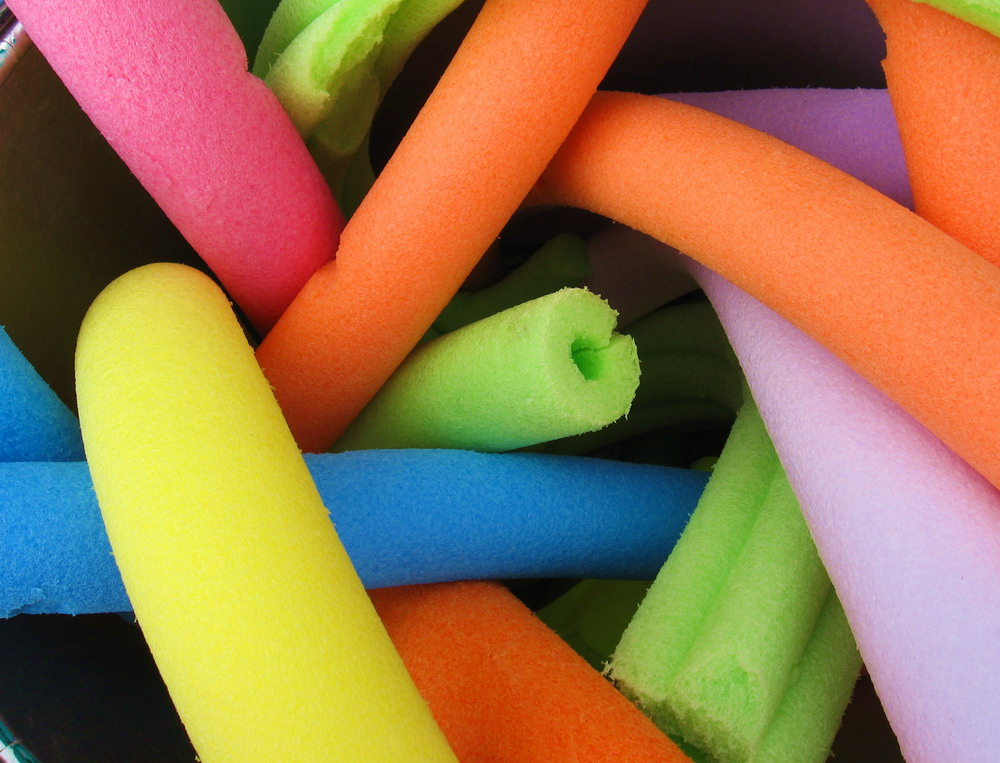
プールヌードル（英語版）
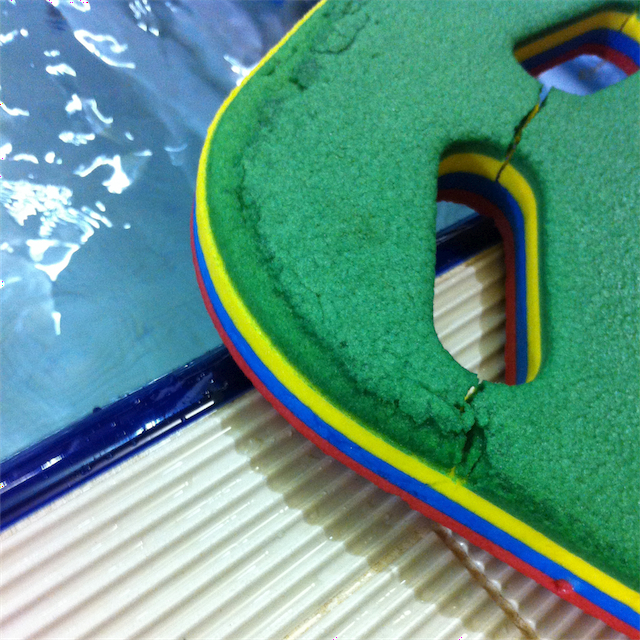
ビート板
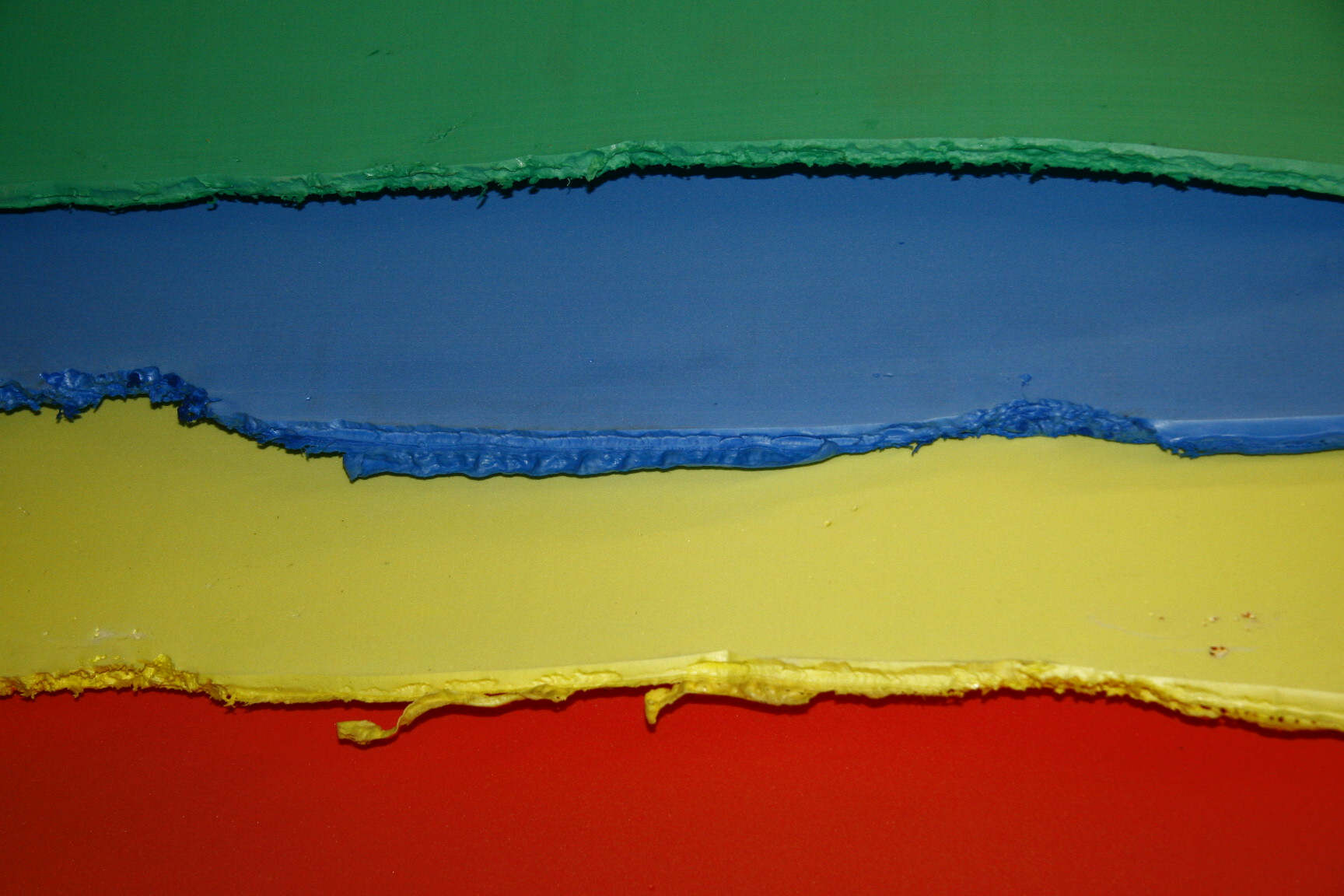
発泡シート
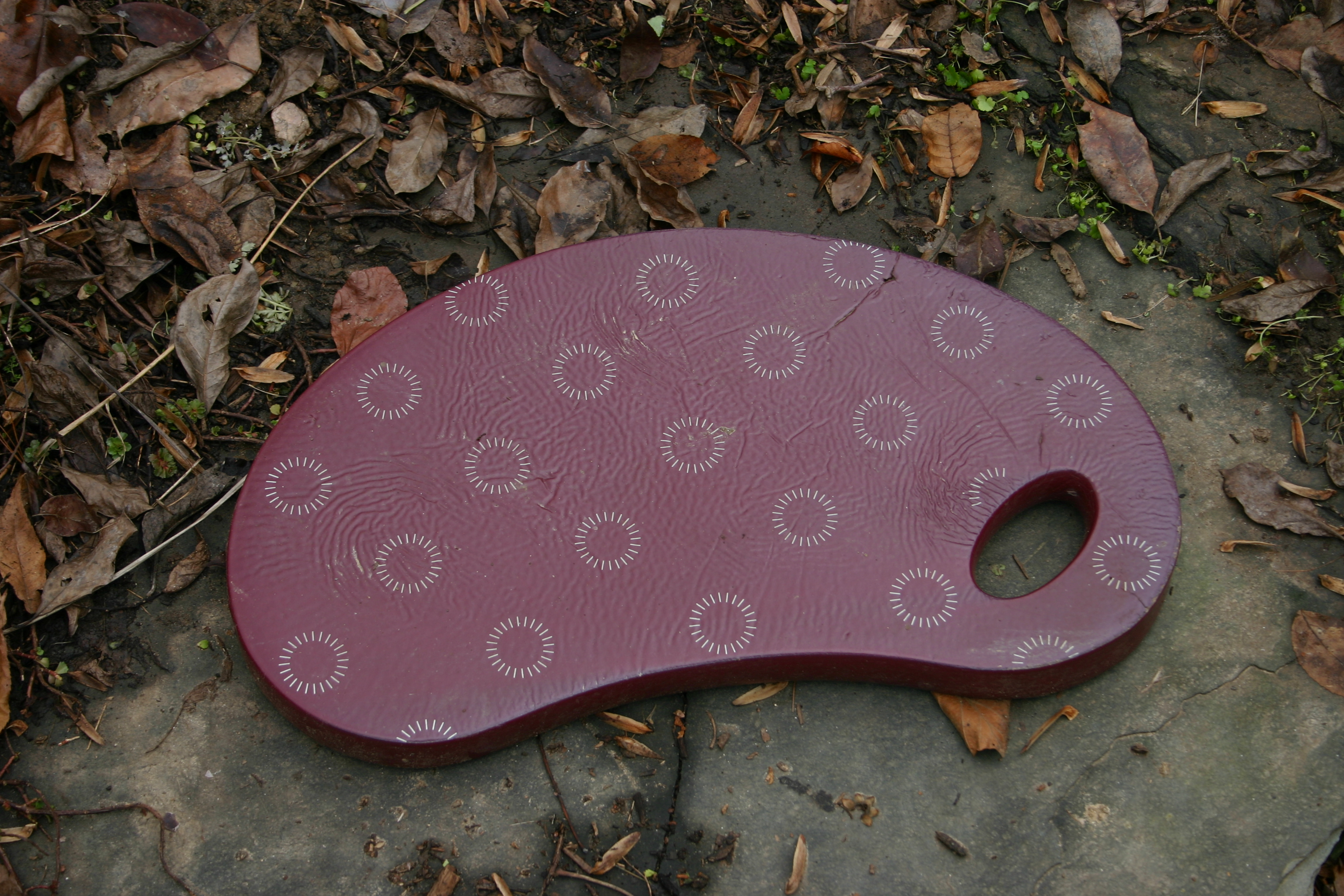
膝つき台
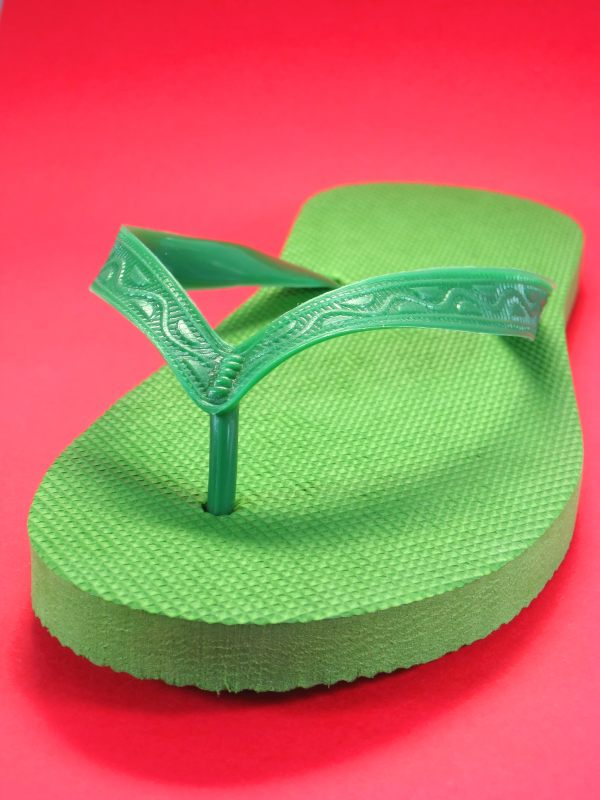
ビーチサンダル
靴